# جون يون
جون يون (بالإنجليزية: John Yeon)‏ هو مهندس معماري أمريكي، ولد في 29 أكتوبر 1910 في بورتلاند في الولايات المتحدة، وتوفي بنفس المكان في 13 مارس 1994 بسبب قصور القلب.